# Вишневецкое княжество
Вишневецкое княжество — удельное вассальное княжество в Великом княжестве Литовском (с 1569 года — Речи Посполитой). Включало земли Южной Волыни. Центром был город Вишневец. Сначала правителями были магнаты Вишневецкие, впоследствии Мнишеки.

## История
Возникло на вотчинных землях князей Збражских. В 1482 году князь Михаил Вишневецкий-Збаражский сделал Вишневец своей резиденцией. С 1490 года в результате раздела Збаражского наследия образуется отдельное Вишневецкое княжество.
Вишневецкое княжество имело статус княжеской волости. Государственная администрация не вмешивалась в его внутренние дела. Князья Вишневецкие безоговорочно, но на основе общегосударственных правовых актов осуществляли управление, собирали налоги и производили суд. Они обязаны были оказывать военную помощь своему патрону и не имели самостоятельных внешних сношений. Находилось в составе Волынского воеводства.
Вишневецкое княжество стало основой владений рода Вишневецких в Великом княжестве Литовском, затем Речи Посполитой, распространившихся на Подолье Левобережья и Западную Волынь. В 1621 году присоединено Збаражское княжество, тем самым восстановлено единство старинных владений.
В 1-й половине XVI века Вишневецкое княжество играло важную роль в качестве одного из центров защиты от нападений крымских татар и ногайцев на украинские земли. Наибольший подъем приобрел во времена Иеремии Вишневецкого (1612—1651).
В XVIII веке Вишневецкое княжество окончательно превратилось в крупное землевладение, лишь формально сохраняя свой статус. В 1746 году власть в княжестве перешла в польский род Мнишек. После второй главы Речи Посполитой вошло в состав Российской империи, решением императрицы Екатерины II ликвидировано.

## Экономика
Основной статьей доходов была торговля, ремесленничество, земледелие. Через Вишневец проходил один из важных торговых путей — южный. Из Острога он шел на Сураж, Шумск, Кременец, Вишневец, Зборов и Тернополь в пределах Русского воеводства, а дальше — на Каменец-Подольский. Как и в других городах, в Вишневце была таможня.
Одним из главных продуктов торговли, в частности, экспорта была не только сельскохозяйственная продукция из поместий, но и растущее количество древесины и ее продуктов. Среди них самым важным был поташ, который использовался в производстве ткани, стекла и мыла.

## Князья Вишневецкие
- Михаил Васильевич Вишневецкий
- Иван Михайлович Вишневецкий
- Фёдор Михайлович Вишневецкий
- Александр Михайлович Вишневецкий
- Андрей Иванович Вишневецкий
- Михаил Александрович Вишневецкий
- Александр Михайлович Вишневецкий
- Михаил Михайлович Вишневецкий
- Иеремия Михаил Корибут Вишневецкий
- Михаил Корибут Вишневецкий
- Дмитрий Ежи Вишневецкий
- Константин Кшиштоф Вишневецкий
- Януш Антоний Вишневецкий
- Михаил Серваций Вишневецкий